# Аннино (Суздальский район)
Аннино — деревня в Суздальском районе Владимирской области России, входит в состав Новоалександровского сельского поселения.

## География
Деревня расположена в 15 км на юго-запад от центра поселения села Новоалександрово и в 23 км на северо-запад от Владимира.

## История

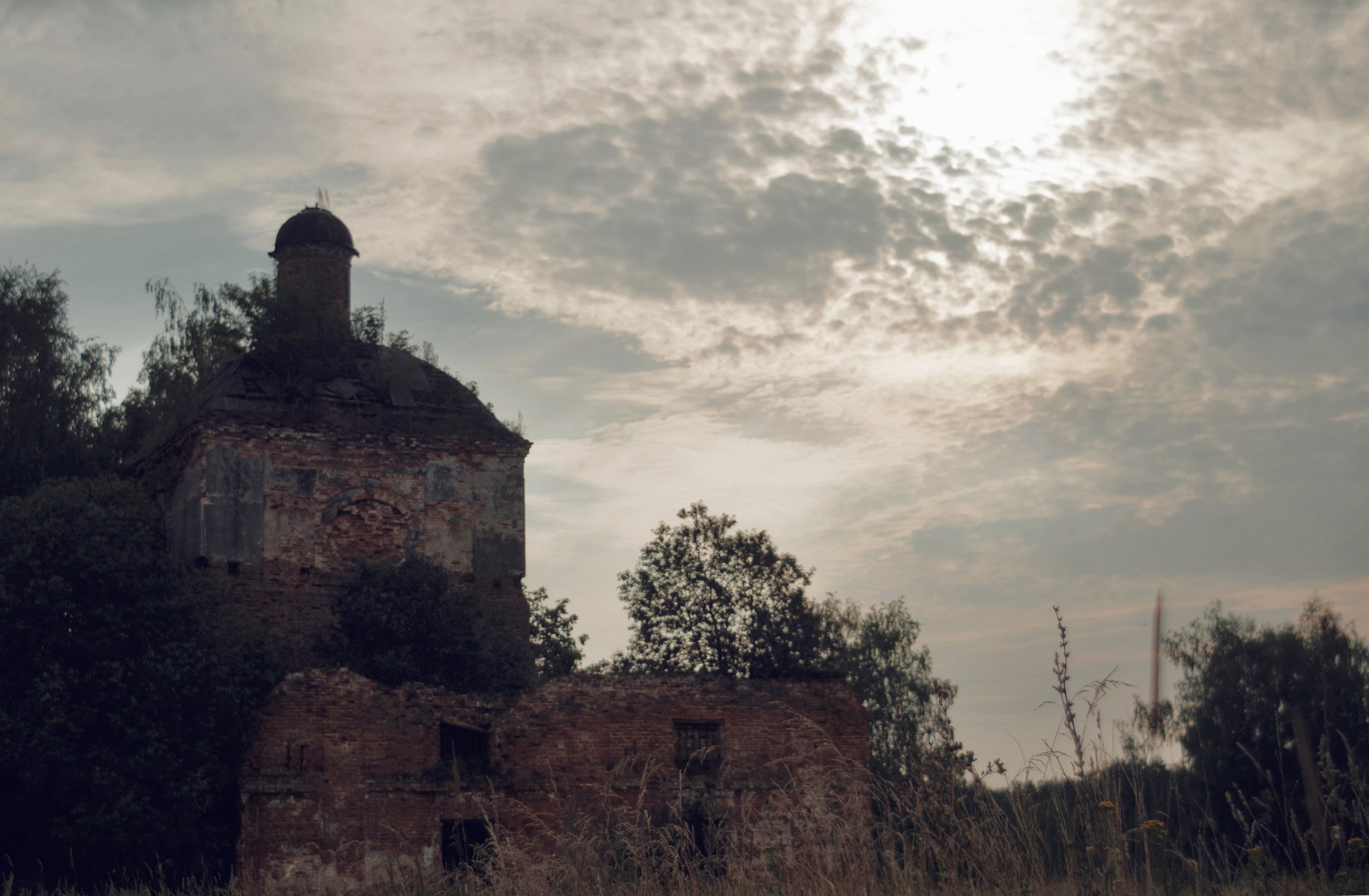
Церковь Иоанна Предтечи. 2017 год

Во второй половине XVII столетия село Аннино принадлежало думному дьяку Лукьяну Голосову, а в конце XVIII века находилось в вотчине князя Несвицкого. Деревянная церковь в селе внесена в первый раз в патриаршие книги в 1671 году, освящена она была во имя преподобного Сергия Радонежского с приделом Пречистой Богородицы. В 1778 году на средства помещика князя Несвицкого построена была каменная церковь с колокольней. Престолов в церкви было три: в настоящей — во имя святого Иоанна Предтечи, в приделах: с южной стороны — во имя преподобного Сергия, а с северной — в честь Успения Божьей Матери. Приход состоял из села Аннина, деревень: Фомицыной, Мальгиной, Пшенисникова и Корякина.    
В конце XIX — начале XX века село входило в состав Петроковской волости Владимирского уезда. В 1859 году в селе числилось 48 дворов, в 1905 году — 44 двора.
С 1929 года деревня входила в состав Фомицинского сельсовета Ставровского района, с 1965 года — в составе Клементьевского сельсовета Суздальского района.

## Население
| 1859 | 1905 | 1926 |
| ---- | ---- | ---- |
| 296  | 254  | 202  |

| 1859 | 1905 | 1926 | 2002 | 2010 | 2021 |
| ---- | ---- | ---- | ---- | ---- | ---- |
| 296  | ↘254 | ↘202 | ↘0   | →0   | →0   |

## Достопримечательности
В деревне сохранилась, находящаяся в аварийном состоянии, Церковь Иоанна Предтечи. 